# Savoia Excelsior Palace

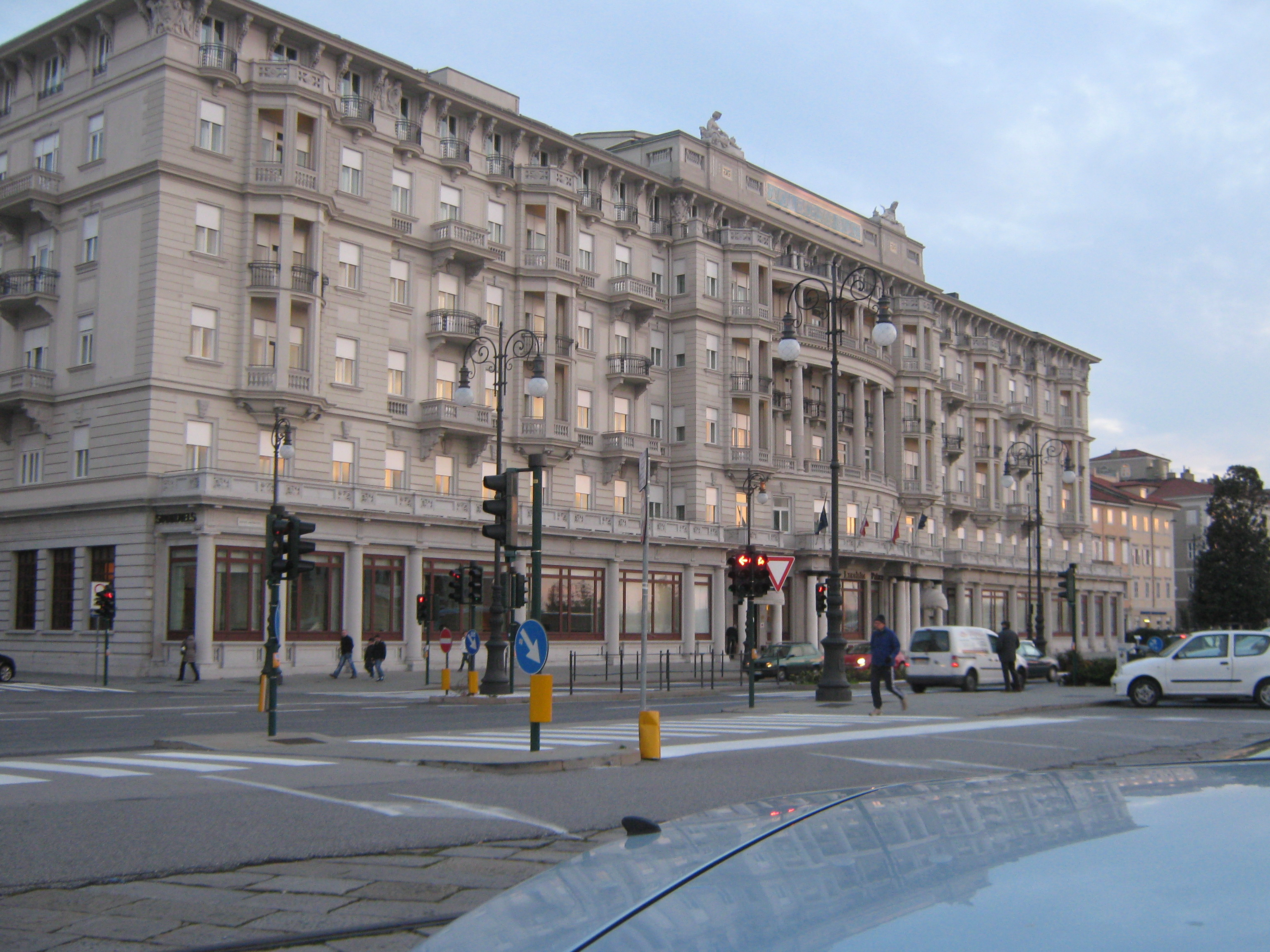
Savoia Excelsior Palace (2022)

Das Savoia Excelsior Palace ist ein 4-Sterne-Tagungs- und Kongresshotel in der norditalienischen Hafenstadt Triest. Das 1911 erbaute Stadthotel befindet sich auf der Uferpromenade Riva del Mandracchio, direkt neben dem Palast des Österreichischen Lloyd, und nur rund 300 m südlich der Piazza Grande. Von seinen heute 142 Gästezimmern und Suiten bieten sich stimmungsvolle Ausblicke auf den Golf von Triest.

## Geschichte
Das Savoia Excelsior Palace wurde in den Jahren 1910 bis 1911 nach Plänen des Wiener Architekten Ladislaus Fiedler im Stil des Eklektizismus erbaut. Die Eröffnungsfeier am 22. Juni 1911 war ein gesellschaftliches Großereignis der Stadt und wurde im Hafen von Triest von der zu einer Atlantiküberfahrt ablegenden MS Thalia begleitet. Das Hotel war das letzte der großen Grandhotels der k.u.k. Riviera; nach dem Hotel Vanoli (1873) in Triest, dem Hotel Kvarner (1884) und dem Hotel Imperial (1885) – beide in Opatija, dem Hotel Astoria (1900) in Grado, dem Hotel Riviera (1909) in Pula und dem Hotel Palace (1910) in Portorož. Von der damaligen Presse erhielt das Hotel rasch die Auszeichnung als das „luxuriöseste und eindrucksvollste Hotel der gesamten österreichisch-ungarischen Monarchie“. Die idealen internen Raumbezüge wurden in den darauffolgenden Jahren zum Vorbild für die Planung anderer Grandhotels.
Mit Triest als wichtigstem Handelshafen und einem der bedeutendsten kulturellen Zentren der Monarchie, war das Hotel Treffpunkt internationaler Unternehmer, Künstler, Diplomaten, sowie Angehöriger des Adels und gehobenen Bürgertums. Unter den Mitgliedern der kaiserlichen Familie war besonders Kaiser Franz Joseph I. von der Atmosphäre des Hotels angetan.
Erst nach 1918, mit dem Wegfall des Hinterlandes, und dann nach 1954, mit der isolierten Lage der Stadt am Rande des Eisernen Vorhangs, veränderte sich auch das Publikum des Hotels. Während der 1970er Jahre wurde das Hotel einer umfangreichen Renovierung unterzogen, der jedoch – im Zeichen des Zeitgeschmacks – große Teile des Mobiliars, sowie Wand- und Deckenornamente zum Opfer fielen.
Anfang der 1990er Jahre wurde das Hotel von der Florentiner Starhotels-Gruppe übernommen, die es von 2006 bis 2009 einer denkmal-orientierten Generalsanierung unterzog, und viele der Originaldetails wiederhergestellt wurden. Nur kurz nach der Wiedereröffnung des Hotels im Juni 2009, war das Savoia Excelsior Palace
Austragungsort eines Außenministertreffens im Rahmen des G8-Gipfel in Italien 2009, unter anderem mit Bundesaußenminister a. D. Frank-Walter Steinmeier und US-Außenministerin Hillary Clinton. Am 22. Juni 2011 feierte das Hotel sein 100-jähriges Bestehen.

## Ausstattung
Das 2009 sanierte Savoia Excelsior Palace verfügt über 142 Zimmer und 16 Suiten, darunter auch die 106 m² große Nautik-Suite. Das „Savoy“, das hoteleigene Restaurant, bietet bis zu 160 Gästen Platz. Daneben sind im Haus unter anderem auch neun Tagungs- und Konferenzräume untergebracht, die für insgesamt bis zu 650 Personen Platz bieten.